# آمادا (قبیله)
آمادا یا آمادای (Ámadāi) نام نخستین قبیلهٔ ایرانی بود که پس از شکست ماننا در مقابل آشوریان پایداری نمود. در اراضی ماد و ماننا تیره‌ها متفاوتی سُکنا گزیده بودند و تنها شهرت قبیلهٔ آمادا و ماننا در این بود که ایشان در مقابل دشمن پرچم استقلال برافراشتند. در نتیجه از دید سلاطین آشور، قبایل آمادا و ماننا به منزلهٔ دو کشور مستقل رسمیت داشتند. آمادا زادگاه دیاکو مؤسس سلسلهٔ پادشاهی بزرگ ماد نیز به‌شمار می‌رود.

## ماد در قرن هشتم پ.م.

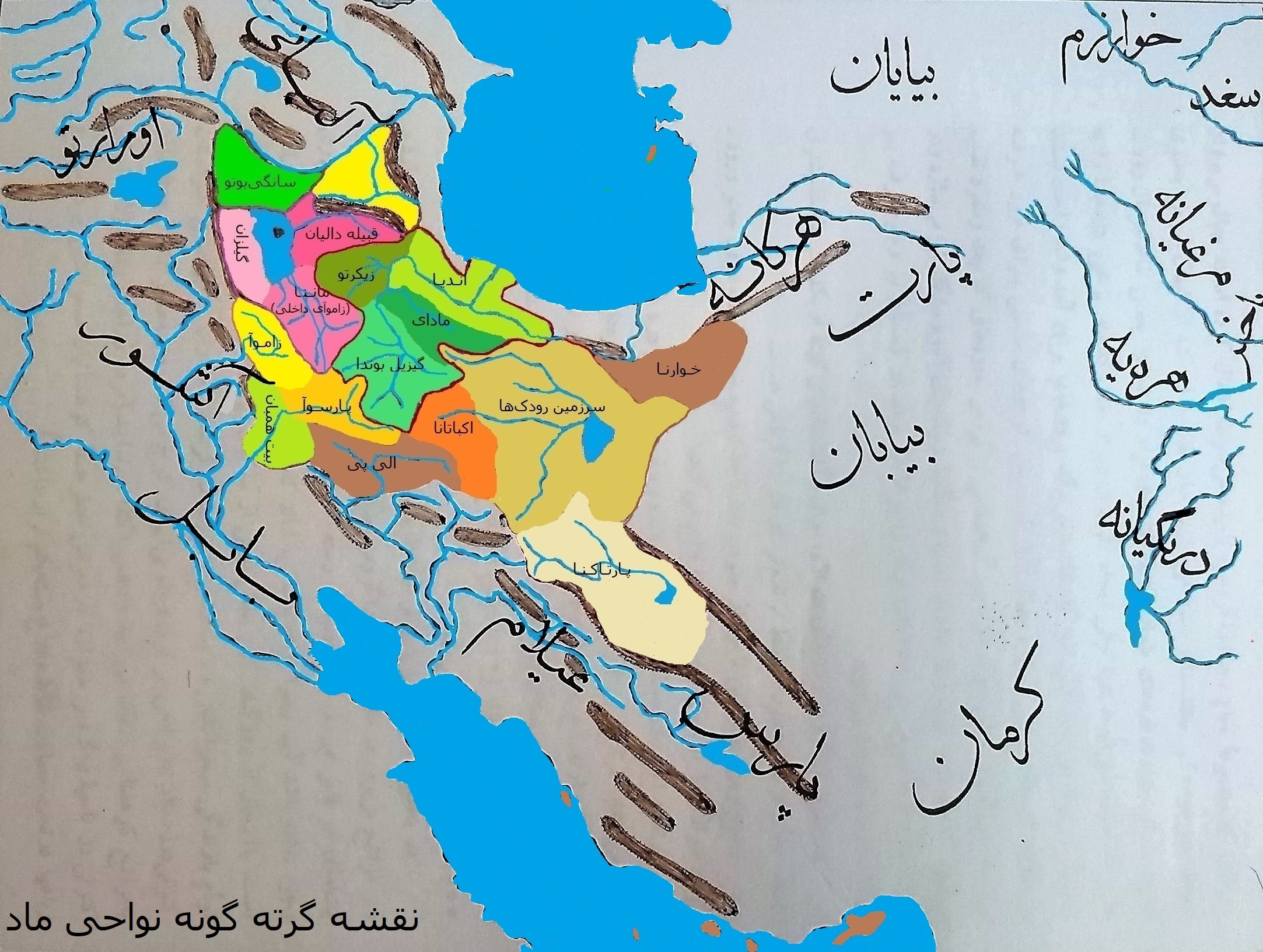
مادای و نواحی قزل اوزن و سفیدرود

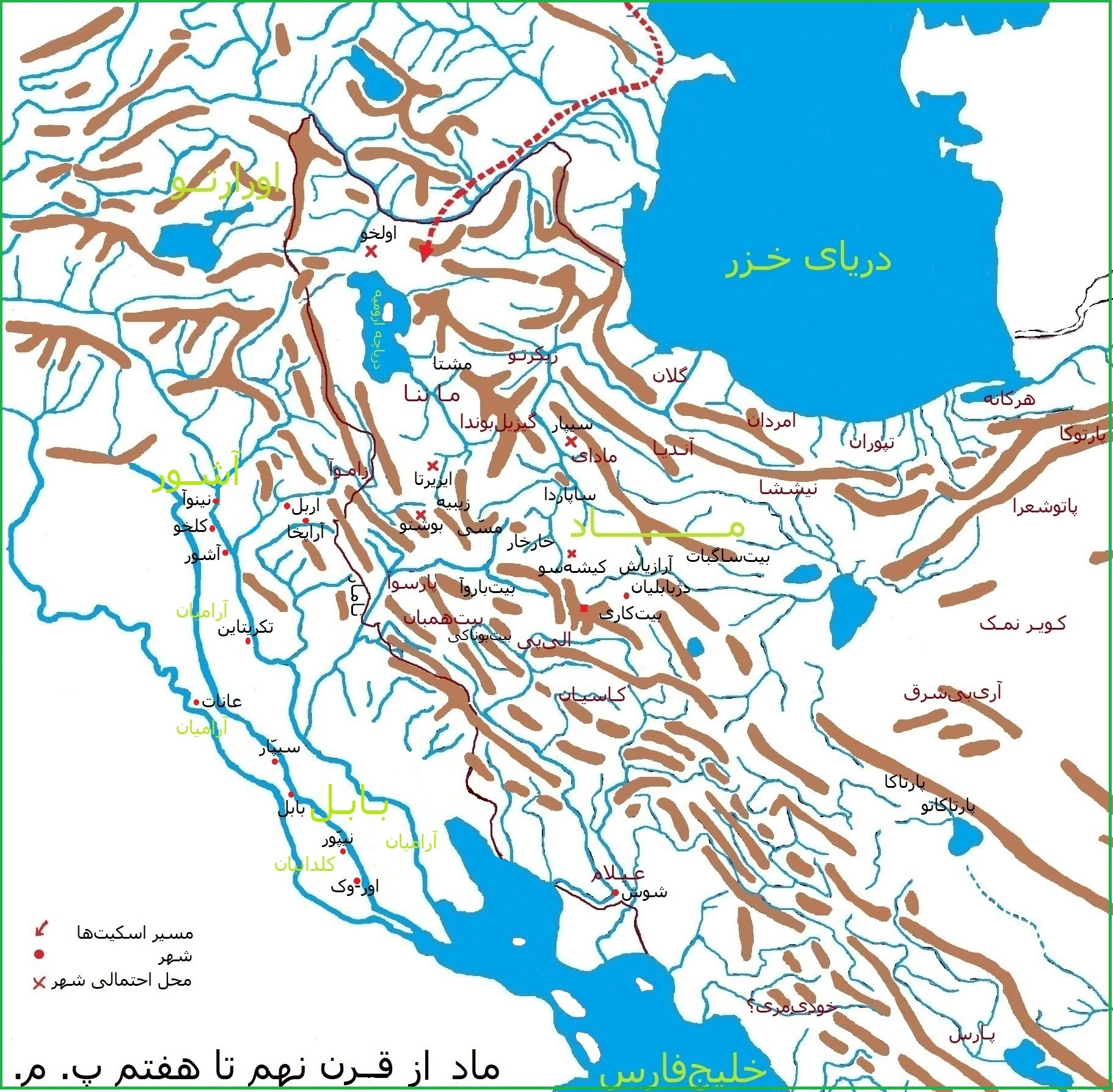
عمارت و ایالت‌های ماد مهم قرون ۹ تا ۷ پ. م.

وقایع آغاز قرن هشتم ۷۹۹ (پیش از میلاد) از لحاظ تاریخ ماد اهمیت فوق‌العاده دارد. در آن دوران که قبایل ماد هنوز برای مبارزه با دشمن خطرناکی چون آشور متحد و آماده نبود و نظامیان آشور آن سرزمین را هدف چپاول و غارت‌گری‌های منظّم قرار داده بودند مرتباً قطعاتی از خاک آن را متنزع می‌نمودند.
تهاجم اورارتو به سرحدات آشور حایلی میان آشور و ماد گشت و بدین منوال ماد از اینکه تحت انقیاد آشور در آید، نجات یافت. اما چون اورارتوییان از منظر اعضای اتحادیه قبایل ماد، به صورت بزرگترین خطر درآمده بودند لذا مبارزهٔ آزادی خواهانه ماننا علیه اورارتو این خطر جدید را دوباره از سرزمین ماد دور کرد.
سرانجام چون اورارتو بار دیگر کشور ماننا را به زیر فرمان خود درآورد ساردوری دوم پیشوای اورارتو دوباره جسارت کرده به مرزهای بابل حمله کرد، رقابت میان دو امپراتوری کشورگشا یعنی آشور و اورارتو به مردم ماد و ماننا فرصت داد تا قدرت دفاعی خویش را تقویت نمایند. شکست سختی که از طرف لشکریان تجدید سازمان یافته تیگلت پیلسر سوم در سال ۷۴۲ (پیش از میلاد) به اورارتو وارد کرد به دعاوی اورارتو دربارهٔ حاکمیت بر ماننا پایان بخشید و دوران رونق و شکفتگی دولت ماننا آغاز گردید و در آن عهد ماننا از حیث نیرو و اهمیت، چندان از اورارتو و آشور عقب نبود.
اما ماننا کشور نیمه مستقل محسوب می‌شد و تا آخر متحد آشور باقی ماند، قبایل زیادی در سلسله جبال زاگرس تحت انقیاد ماننا بودند منجمله قبایل مادا که پیشوایشان فردی بنام هاناسیروکا بود. سپس دیاکو جانشین هاناسیروکا خواست یوغ بندگی ماننا را که او هم یوغ بندگی آشور را بر گردن داشت براندازد و قبیله‌اش را آزاد نماید بدین سبب با روسای یکم شاه اورارتو عهد اخوت بست.

### قیام مادی‌ها
به احتمال قوی قیام مادی‌ها در زمان اسرحدون پیرامون نوروز آشوری سال ۶۷۳ (پیش از میلاد) وقوع یافت، مقدمترین سؤالات اسرحدون از هاتف مربوط به جریان شورشی است مورخ به سوم ماه ایار؛ که در آنجا سه پیشوای سرزمین ماد خشثریته و دوساننی و مامی‌تیارشو همچون متحدان علیه قدرت آشور وارد میدان نبرد شده‌اند. بنا به سئولات از هاتف که: آیا مامی‌تیارشو به سخن او گوش خواهد کرد … آیا امسال با اسرحدون دشمنی خواهد ورزید … این سؤالات  در آغاز سال ۶۷۳ و در ماه نیسان (فروردین) به عمل آمده بود.

### رهبری قیام سال ۶۷۳
خشتریته رئیس دهکده کار کاشی رهبر و الهام بخش قیام بود. وی موفق به جلب دوساننی رئیس پیشین دهکده ساپاردا و مامی‌تیارشو رئیس دهکده پیشین در ناحیهٔ مادای گشت. الواح آشوری مامی‌تیارشو را رهبر قبایل ماد توصیف می‌کنند و لقب مامی‌تیارشو را در سؤالات چنین باید دانست که او یکی از رئیسان نواحی ماد است. نباید تصور کرد بر خلاف آنچه گاهی گمان می‌کنند که وی تنها فرد مادی بوده که در اتحادیه قبایل ماد شرکت داشته. هر سه پیشوای شورشی مادی بود‌اند و اسامی سه مرکز شورش یعنی دژ کارکاشی، دژ ساپاردا و دژ آمادای در لوح منقول است. از گذشته این سه نواحی از مسعمرات آشوریان بوده باج و خراجی هر سال به سلاطین آشور پرداخت می‌نمودند.

## زیستگاه قبایل ماد

به عنف کوچاندن مردم ماد توسط لشکر آشور

ویژگی رود قزل‌اوزن مارپیچی بودن آن است. قزل اوزن بالاتر از شمال‌غرب بسوی جنوب‌شرق میان کوه‌های آق‌داغ، دنبالهٔ جبال البرز جاری می‌شود و درّه‌ای که در این محل تشکیل می‌دهد در دوران کهن اندیا نامیده می‌شد. در بخش شمال‌شرقی این درّه رودکی که از کوهستان سهند سرازیر می‌شود و شهر کنونی میانه بر کرانهٔ آن قرار دارد به قزل‌اوزن می‌ریزد. درّهٔ این رودک و جویبارهایی که بدان می‌ریزند در دوران باستان ناحیهٔ زیکرتو را تشکیل می‌داده. قزل اوزن بالاتر از محل تلاقی با رودک مزبور از جنوب به شمال جاری است بخش علیای آن را گیزیل‌بوندا از ماننا جدا می‌کرد. آشوریان بیشتر این بخش قزل‌اوزن را مادای می‌خواندند. در اینجا شعبهٔ راست قزل‌اوزن، زنجان رود درّهٔ جداگانه‌ای را تشکیل می‌دهد که اکنون در اطراف شهر زنجان قرار گرفته و خمسه نامیده می‌شود.

### وجه تسمیهٔ ماد
کلمه ماد، بزبان آشوری مادای، آمادای، ماتای و بزبان عیلامی‌نو ماتاپه و بزبان یونانی قدیم مدی یکی از نام‌های قومی و جغرافیایی است که ریشهٔ واضح از زبان‌های ایرانی برای آن نمی‌توان یافت. مع‌هذا در میان مردم آن سرزمین که در قرن نهم پ.م. به زبان ایرانی سخن می‌گفتند متداول بود و این خود از شکل دیگر کلمه یعنی آمادای که در ردیف مادای در منابع آشوری محفوظ مانده و مشهود است. در این صورت واژه‌سازی با پیشوند «آ» و بدون آن ویژهٔ زبان‌های ایرانی است.
از مجموع مطالب بالا چنین بر می‌آید که شاید اتحادیه قبایل ماد به صورت اتحاد قبایلی غیر ایرانی وجود داشته و بخش ایرانی ساکنان سرزمین ماد فقط بعدها به شکل قبیلهٔ آریایی جداگانه‌ای تشکیل شد. احتمال منشأ اخیرالذکر این قبیله از نام آن پیداست «آریا». نامی است که نه یک قبیلهٔ منفرد به خویشتن داده بوده بلکه نام قومی می‌باشد. عقیدهٔ دیگری نیز اظهار شده‌است مبنی بر اینکه قدیمترین نام در اصطلاح نژادی «ماکتا. پ» که بزبان عیلامی‌نو است و با کلمهٔ دیگر آن زبان «ماتا. پ» به معنی ماد یا مادها قابل قیاس می‌باشد، مکتوم است. ممکن است اصطلاح مادها ریشهٔ عیلامی - کاسپی داشته باشد.
منابع آشوری در ردیف شکل‌های مادای و آمادای که معرف اتحادیه قبایل ماد بوده کلمهٔ «ماتای» را که ریشهٔ عیلامی دارد آورده‌اند. این نیز شاید حاکی از آن باشد که اصطلاح مادها از دیر باز در سرزمین منظور متداول بوده‌است.
| ایالت نخست: کیشه‌سو به مرکزیت دژ کشیه‌سو | آمادای پیش از تاسیس پادشاهی خاک ماد در سال ۷۱۶ پ. م. به ۲ ایالت آشوری تقسیم و حدوداً تا سال ۶۸۰ فاقد استقلال بود | ایالت دوم: خارخار به مرکزیت دژ خارخار |

## نگارخانه

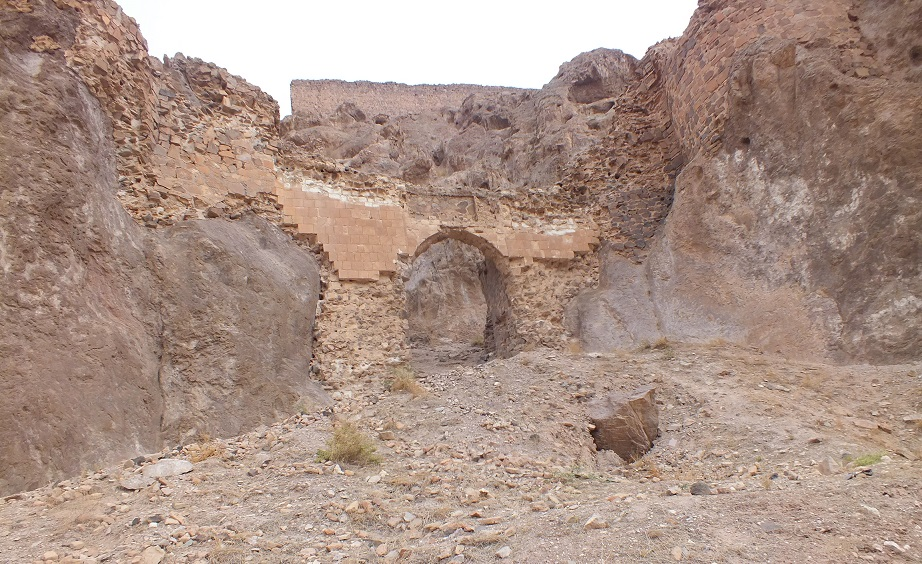
دژی در اراضی مادا
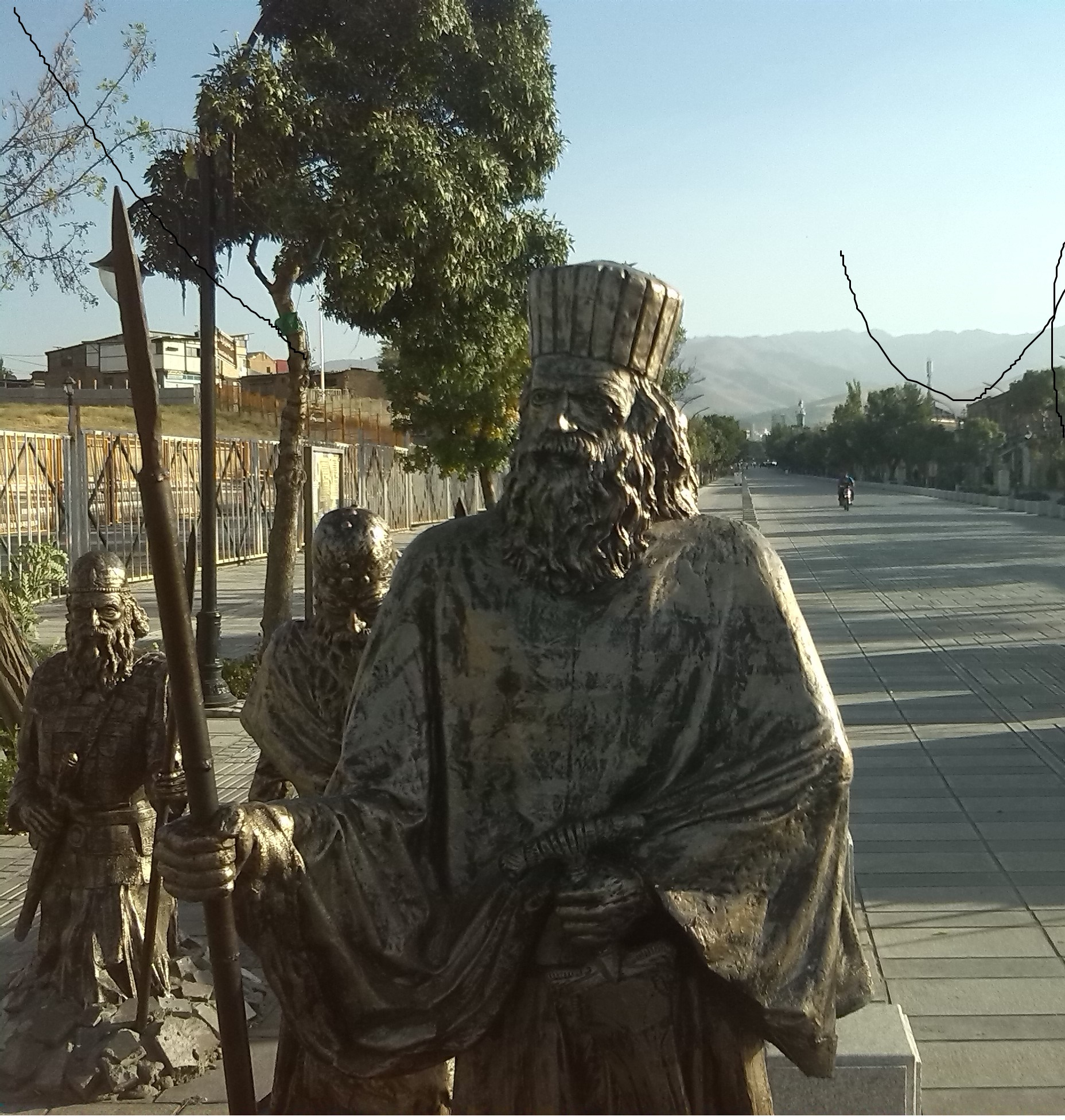
تندیس پیشوای مادا
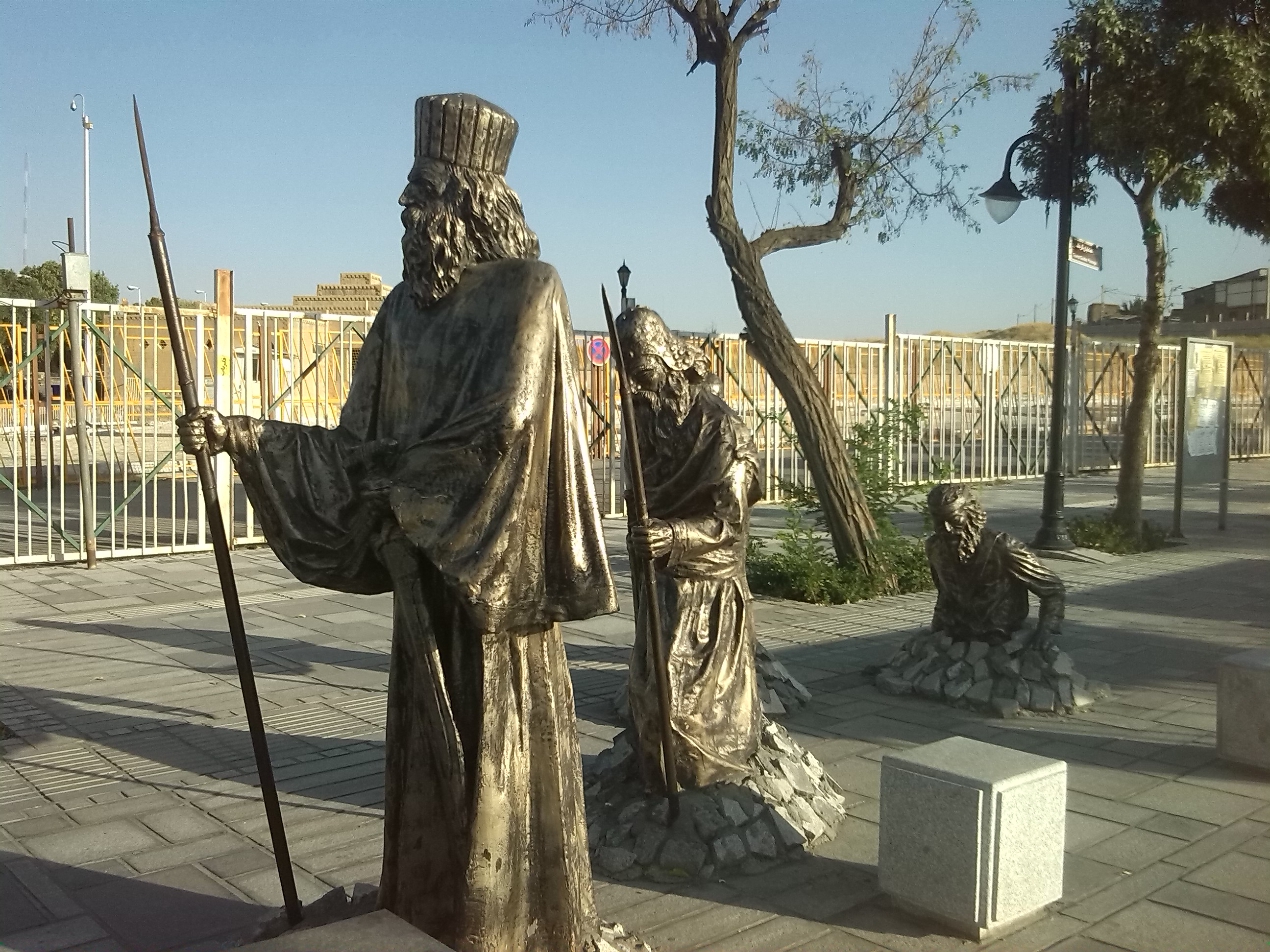
تندیس پیشوای مادا
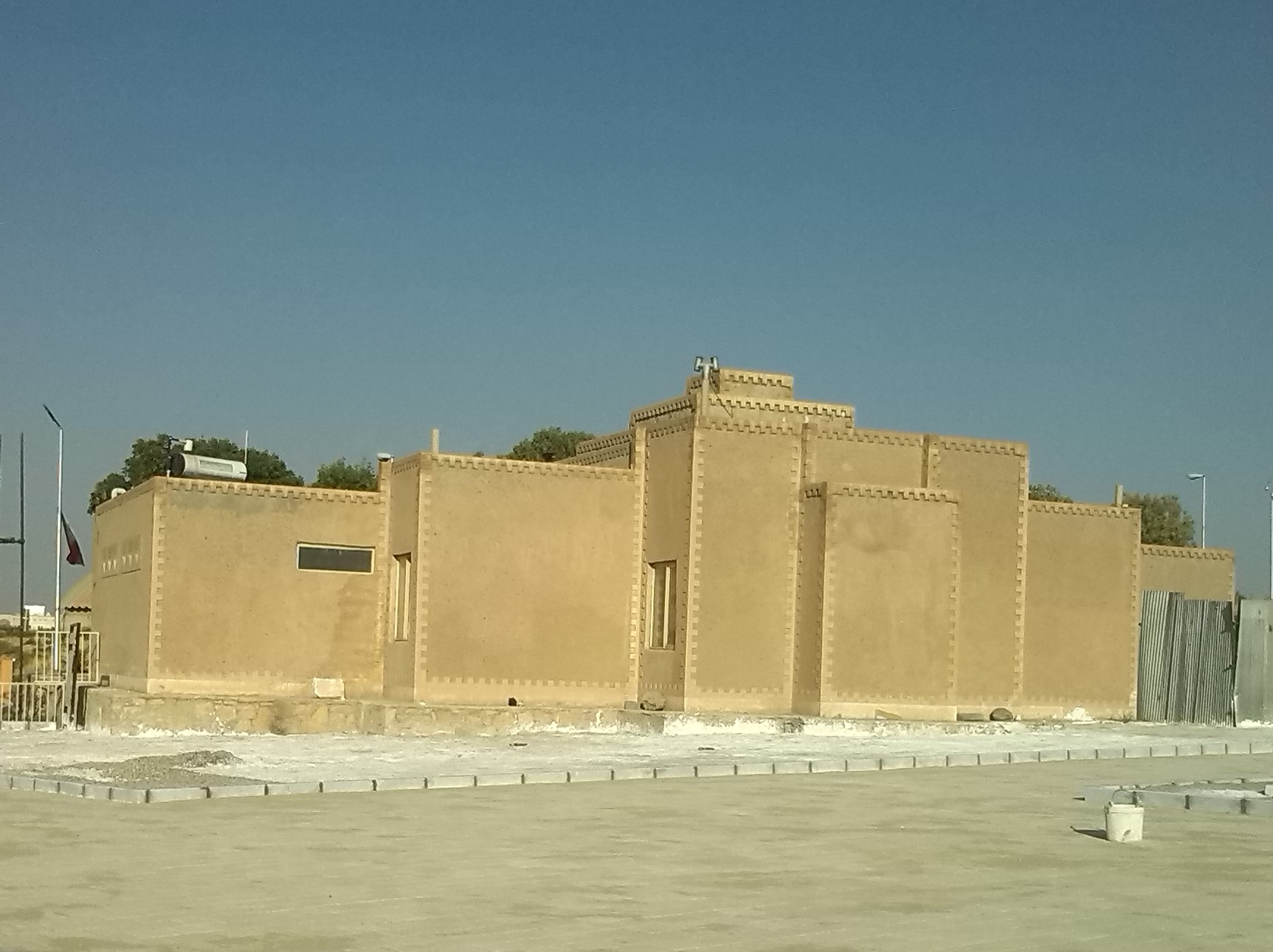
طرحی از قلعه کیشه‌سو